# باول لاكروا
باول لاكروا (بالفرنسية: Paul Lacroix)‏ هو أمين مكتبة وكاتب مسرحي وكاتب وصحفي فرنسي، ولد في 27 أبريل 1806 في باريس في فرنسا، وتوفي في 16 أكتوبر 1884 في مكتبة الترسانة في فرنسا.